# 錦綉花園
錦綉花園（英語：Fairview Park）是位於香港新界元朗區大生圍的大型私人住宅屋苑，總面積為1,160,000平方米，總共有5024間不超過3層的獨立屋式洋房，為香港規模最大洋房屋苑。園內有13種不同種類的房屋，每間面積由79至157平方米。每間房屋設有泊車位，前後均有一個花園。錦綉花園有一個15,000平方米的人工湖，為香港屋邨屋苑中最大，養有黑、白天鵝及錦鯉（湖邊則有告示不准餵飼），亦有一個私人污水處理廠（處理完的清水用來灌溉園內植物、清洗街道和送到附近米埔的一個養蝦場）。錦綉花園有100條街道，總長度27公里。園內有3間中小學及特殊學校（港澳信義會黃陳淑英紀念學校，伯特利中學，和匡智元朗晨曦學校）、60個花園、一間宣道會教堂（宣道會錦繡堂）、超級市場（百佳超級市場）、消防局、醫療中心、郵政局、酒樓和滙豐銀行（ATM）等。在2021年的香港人口普查中，錦綉花園的居住人口高達14,881人。
根據錦綉花園的官方網站及售樓說明書上的用字，錦綉花園的「綉」字採用港台俗字「綉」，而非正字「繡」。

## 歷史
錦綉花園由加拿大海外發展有限公司（現稱俊業海外建設有限公司）在1976年收購大生圍逾百公頃漁塘後，填塘發展而成。洋房入伙日期以每條街計，由1979年2月22日至1989年12月27日不等。市中心包括商場、街市、鄉村俱樂部（會所）及人工湖於1984年初落成，3月18日中午一時由新華社香港分社社長許家屯及發展商要員舉行剪綵與開幕禮。1999年動工興建教堂與社區中心，2002年初投入服務，教堂左方曾設滾軸溜冰場，及後改建為籃球場。2005、07及08年分別增設卵石徑、完成翻新籃球／兒童遊樂場及環湖徑。人工湖於1980年代落成初期曾可租用水上單車或舢舨自駕遊玩，取消後改養天鵝與錦鯉，湖的北端圓塔建築曾經為銀湖餐廳，現已結業並改作屋苑管理處。

## 圖片集

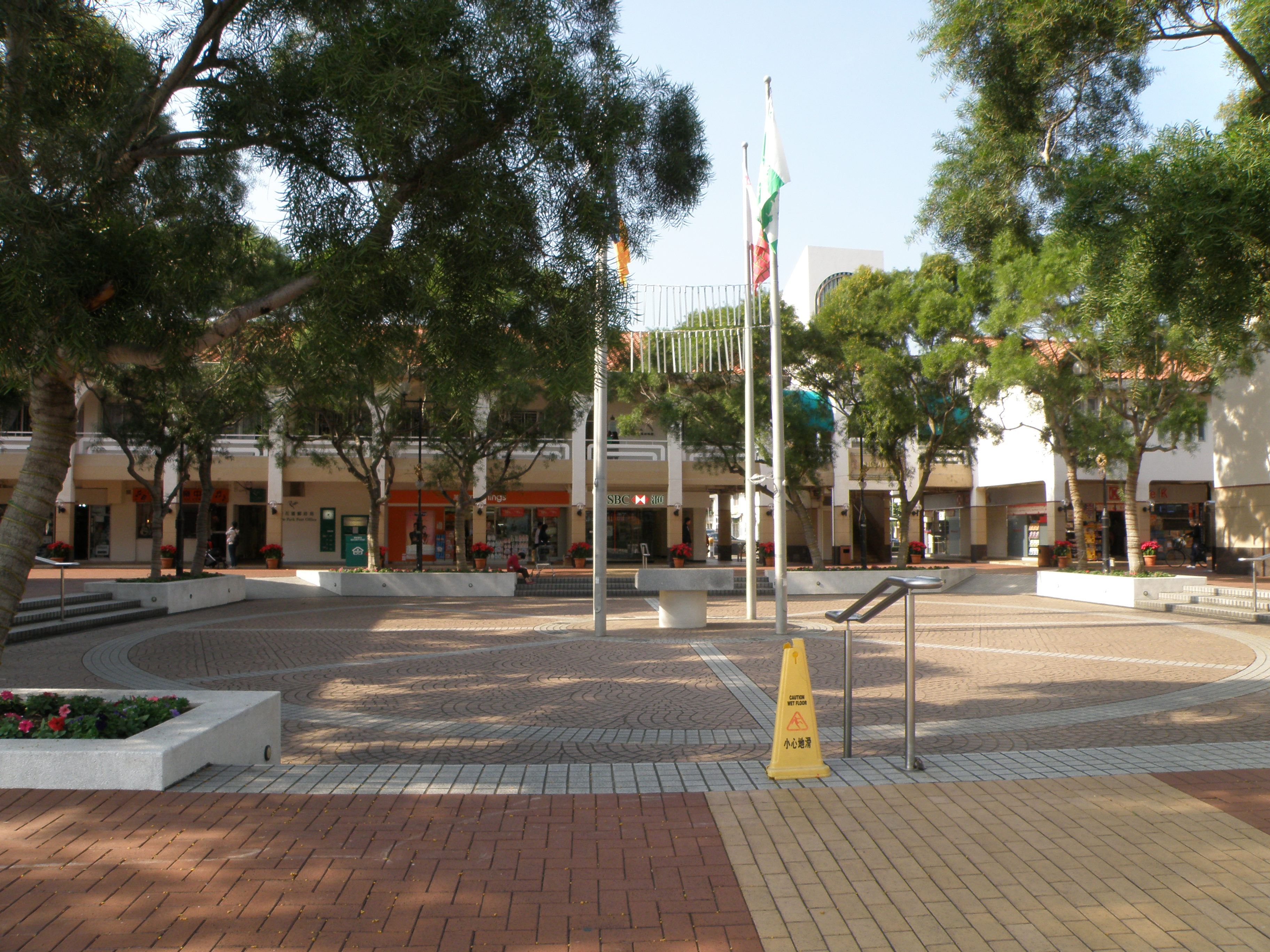
錦綉花園商場
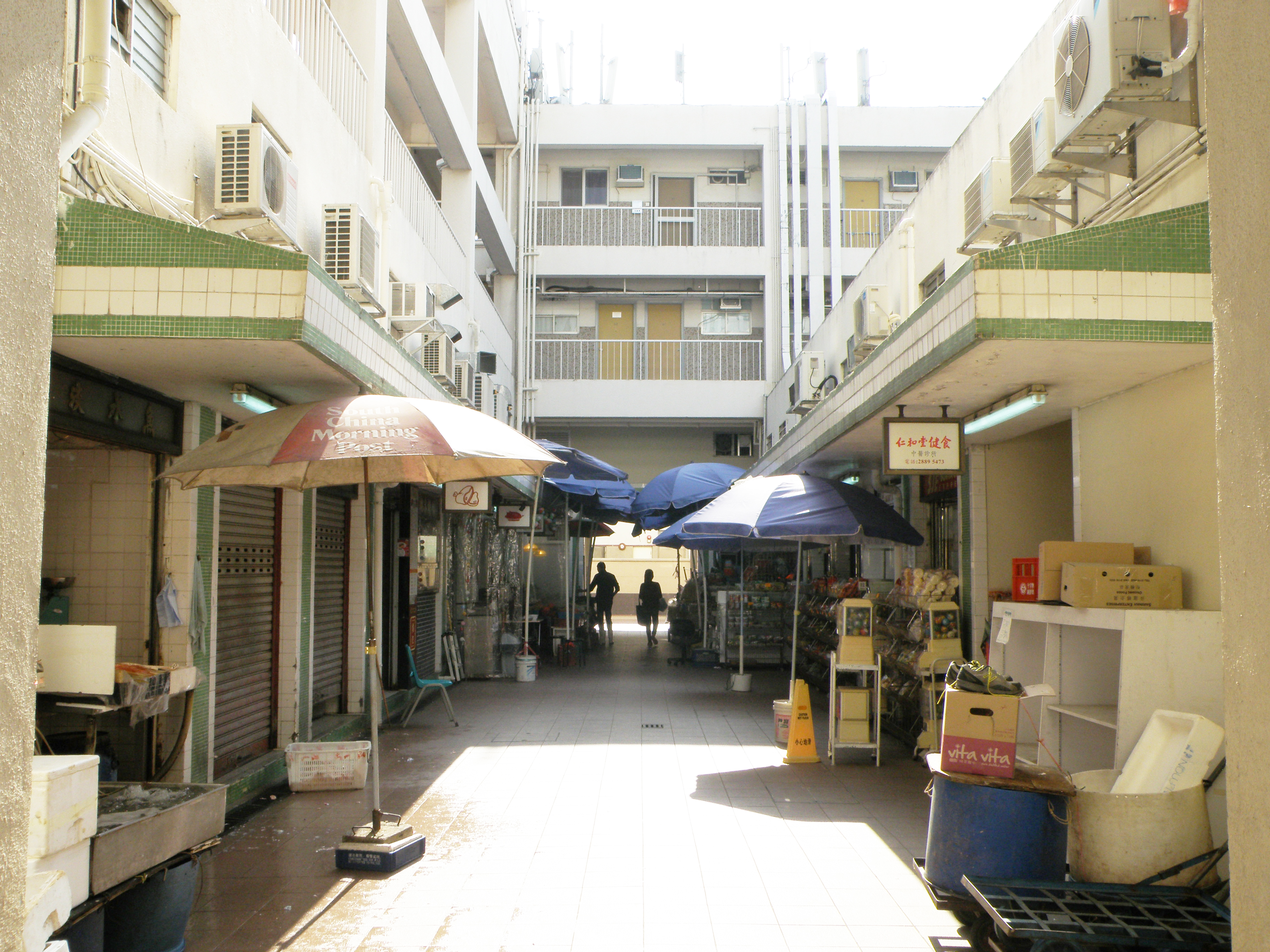
錦綉花園街市
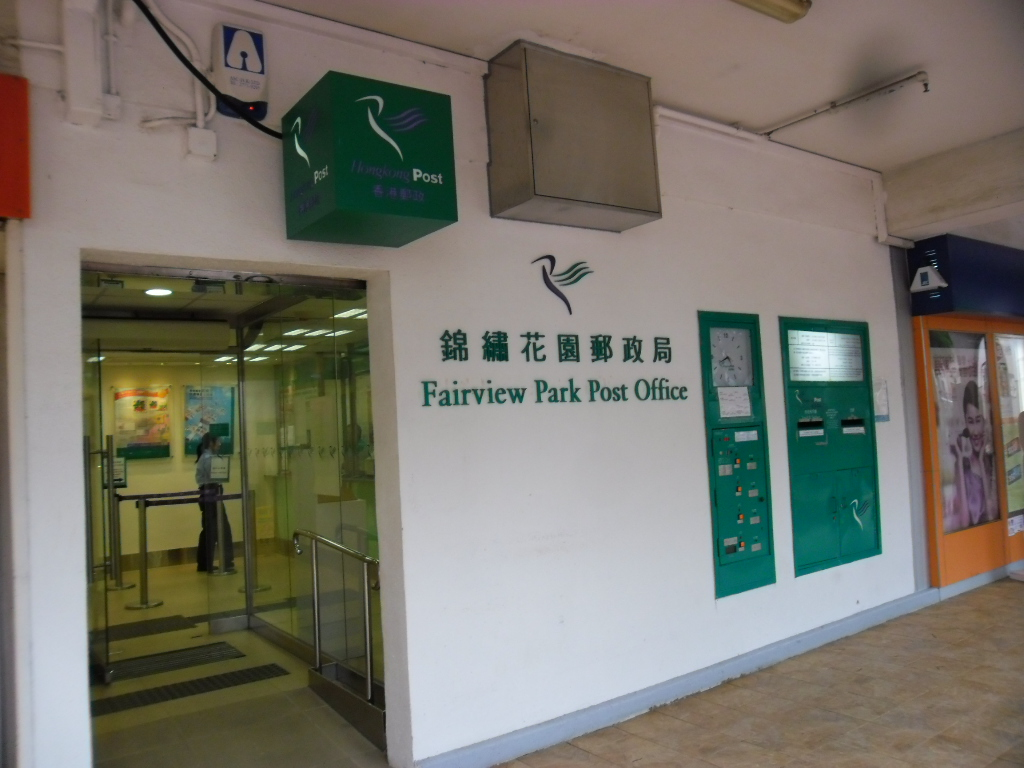
錦綉花園郵政局
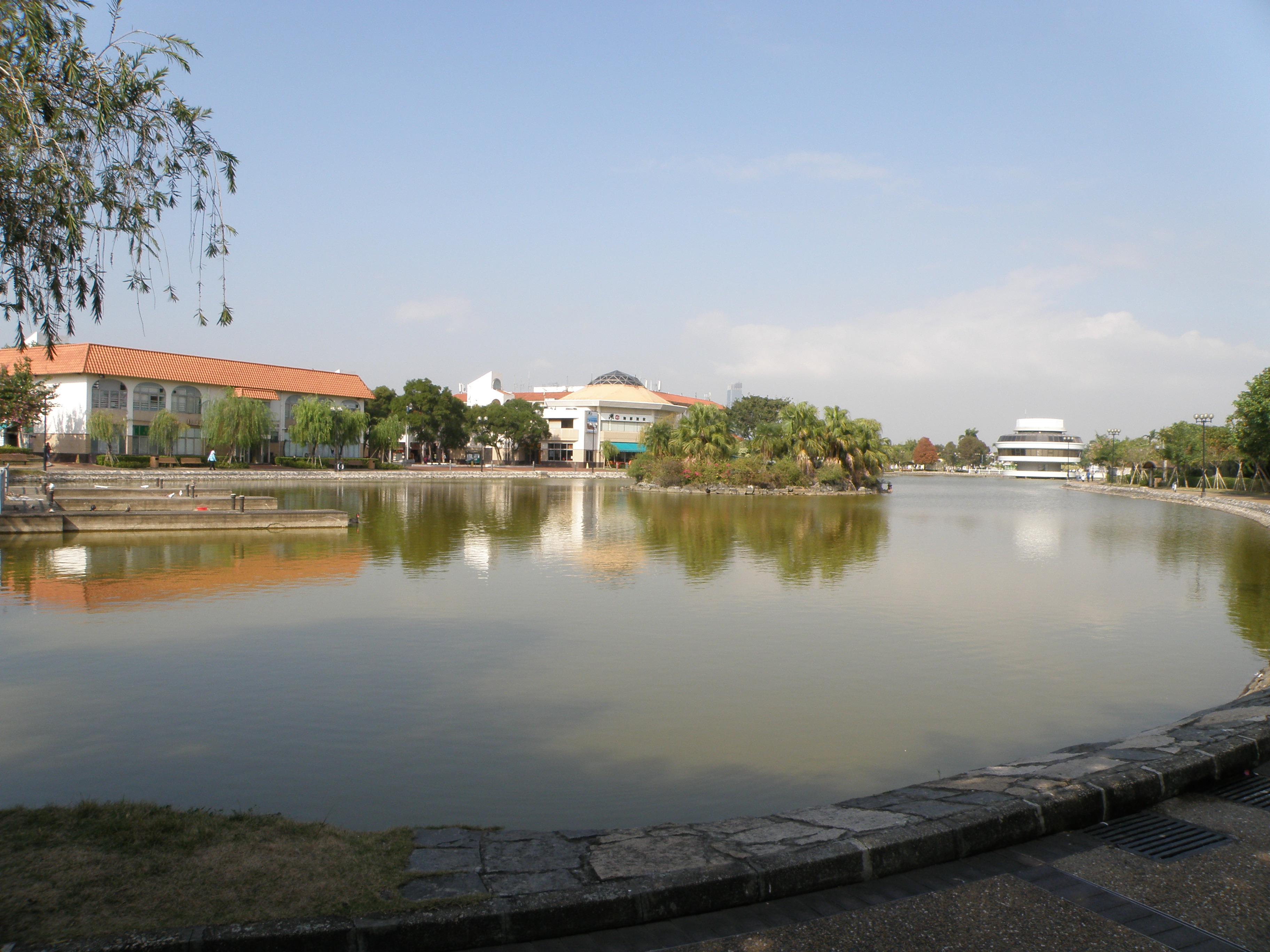
錦綉花園人工湖（2015年）
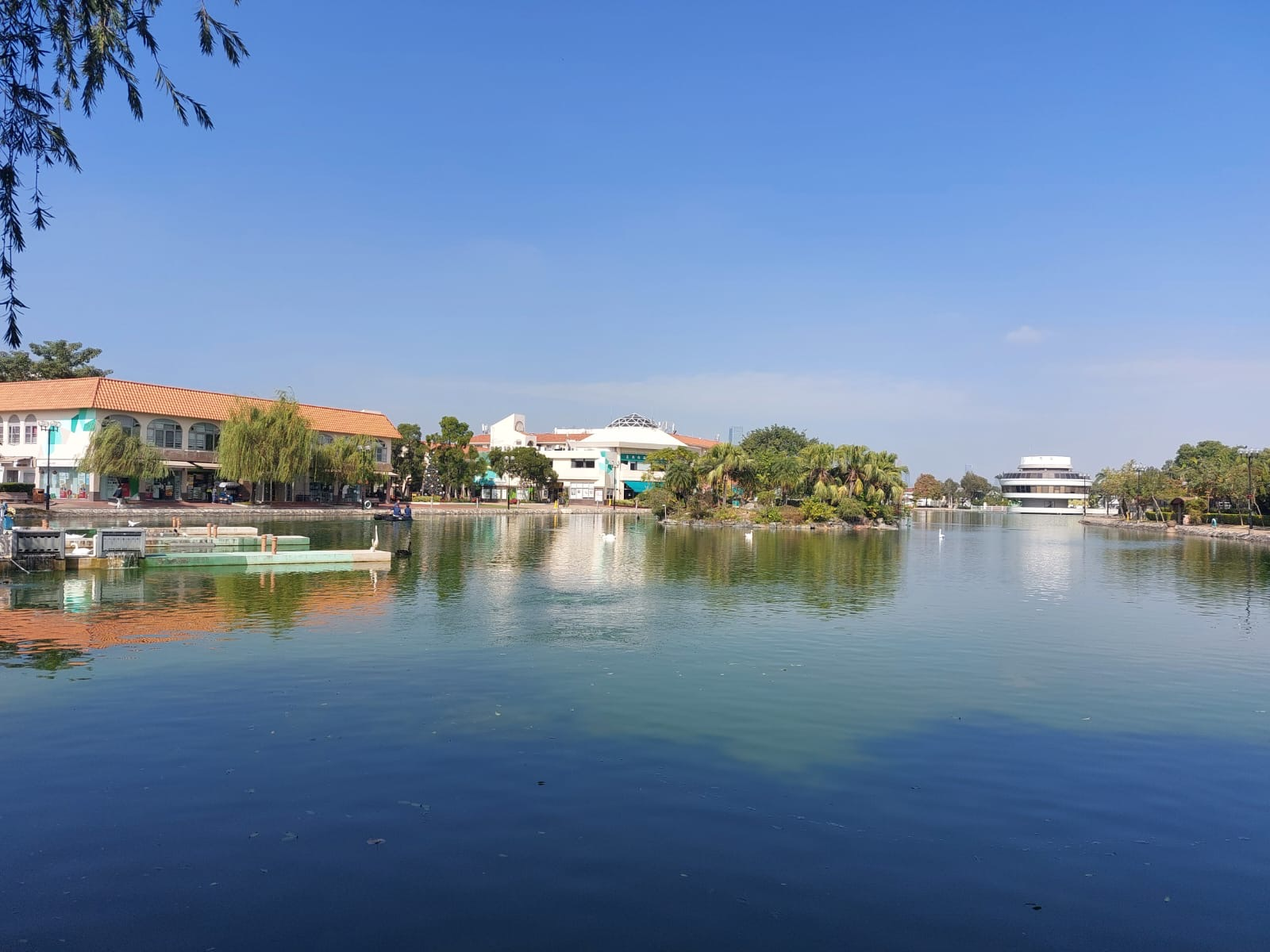
錦綉花園人工湖（2023年）
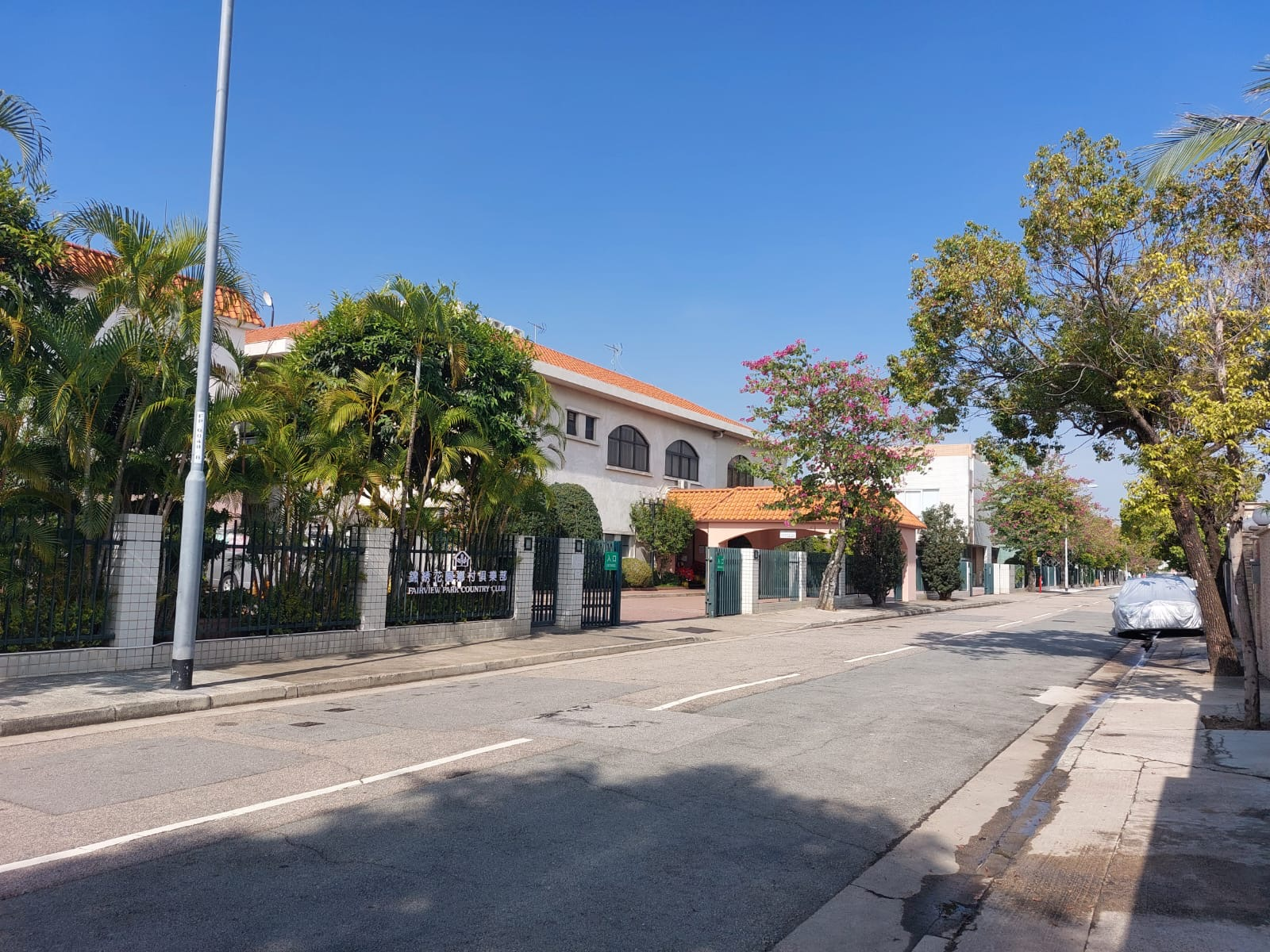
錦綉花園鄉村俱樂部
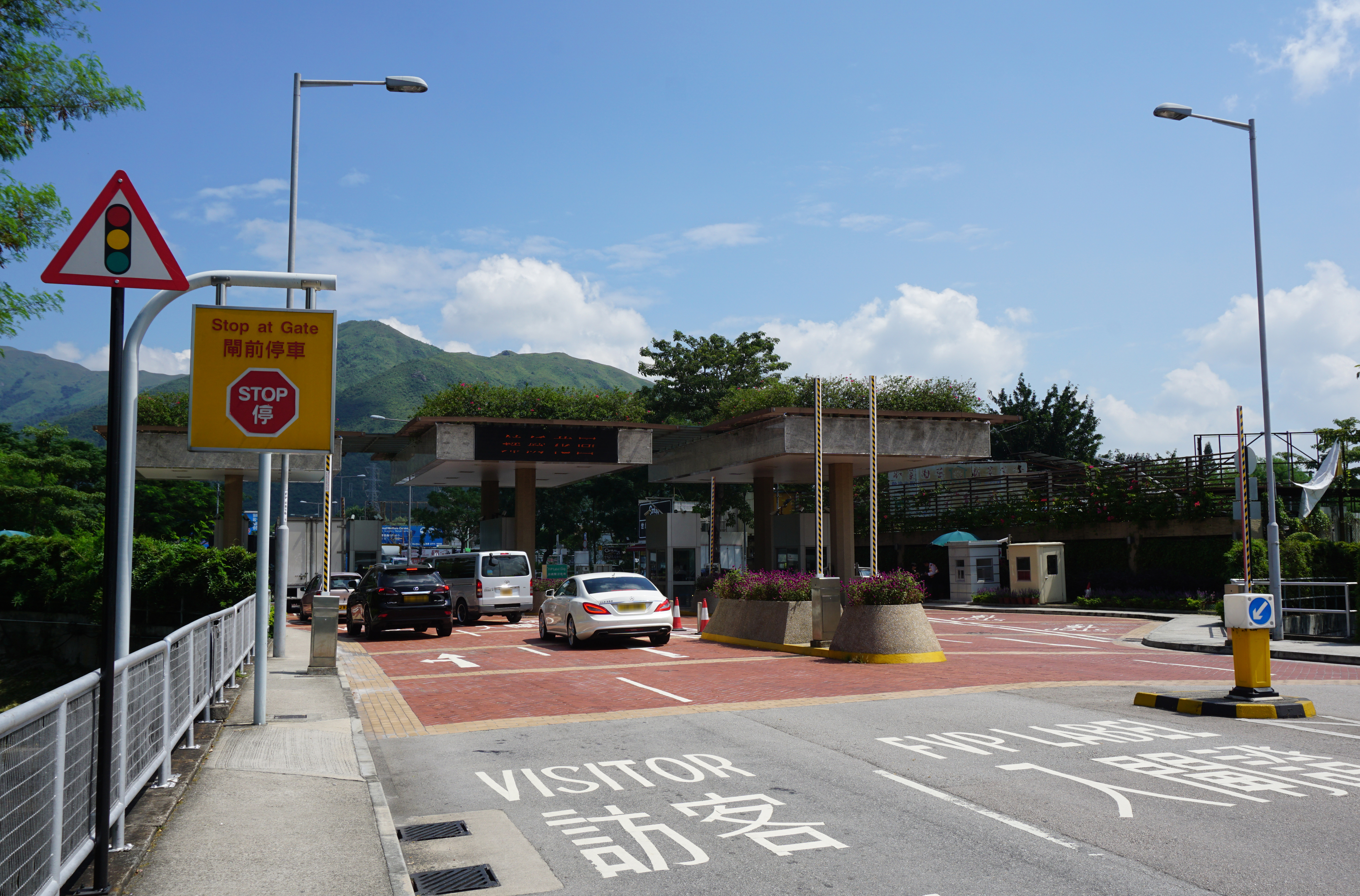
錦綉花園車輛出入閘通道
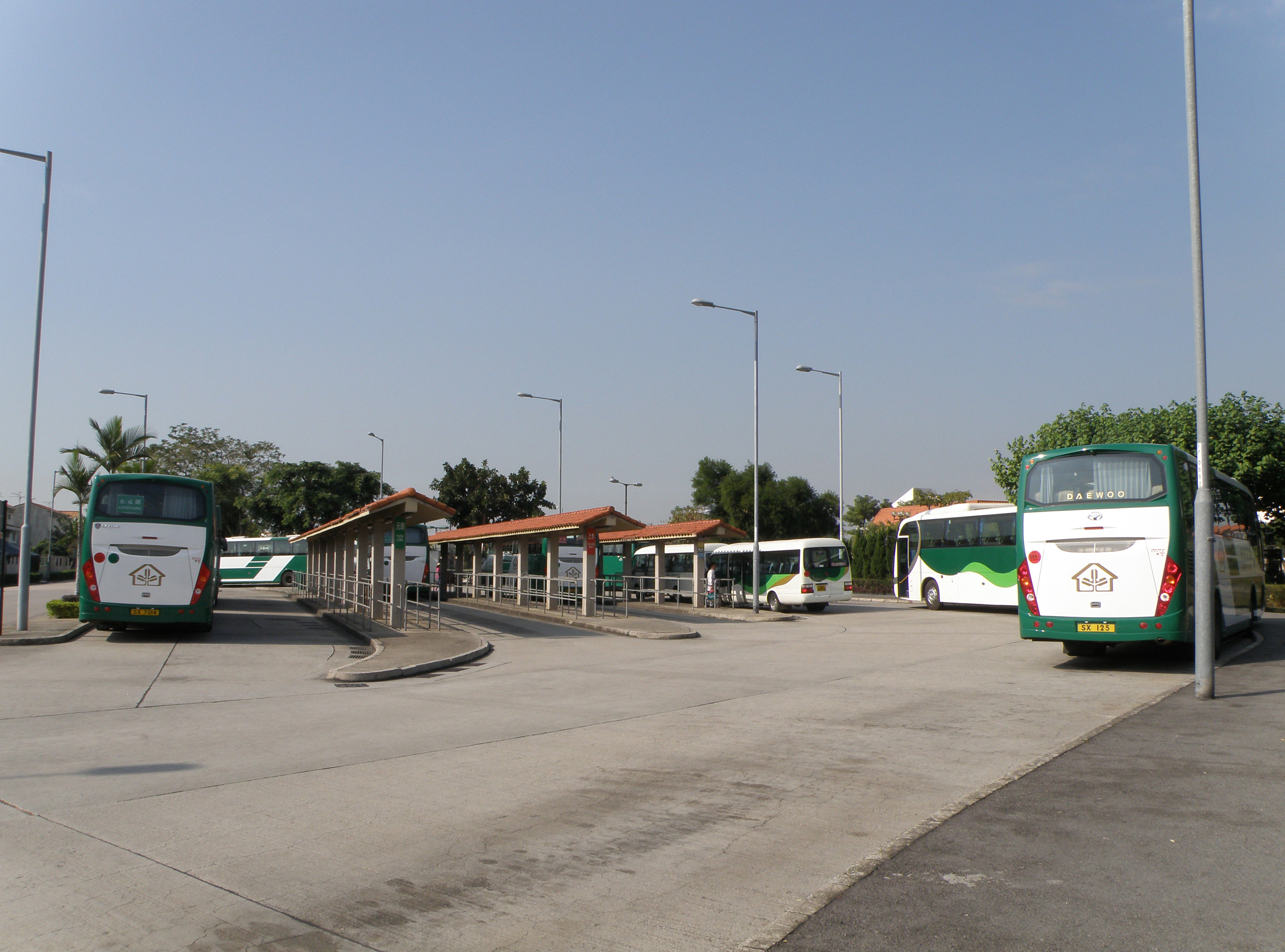
錦綉花園穿梭巴士總站
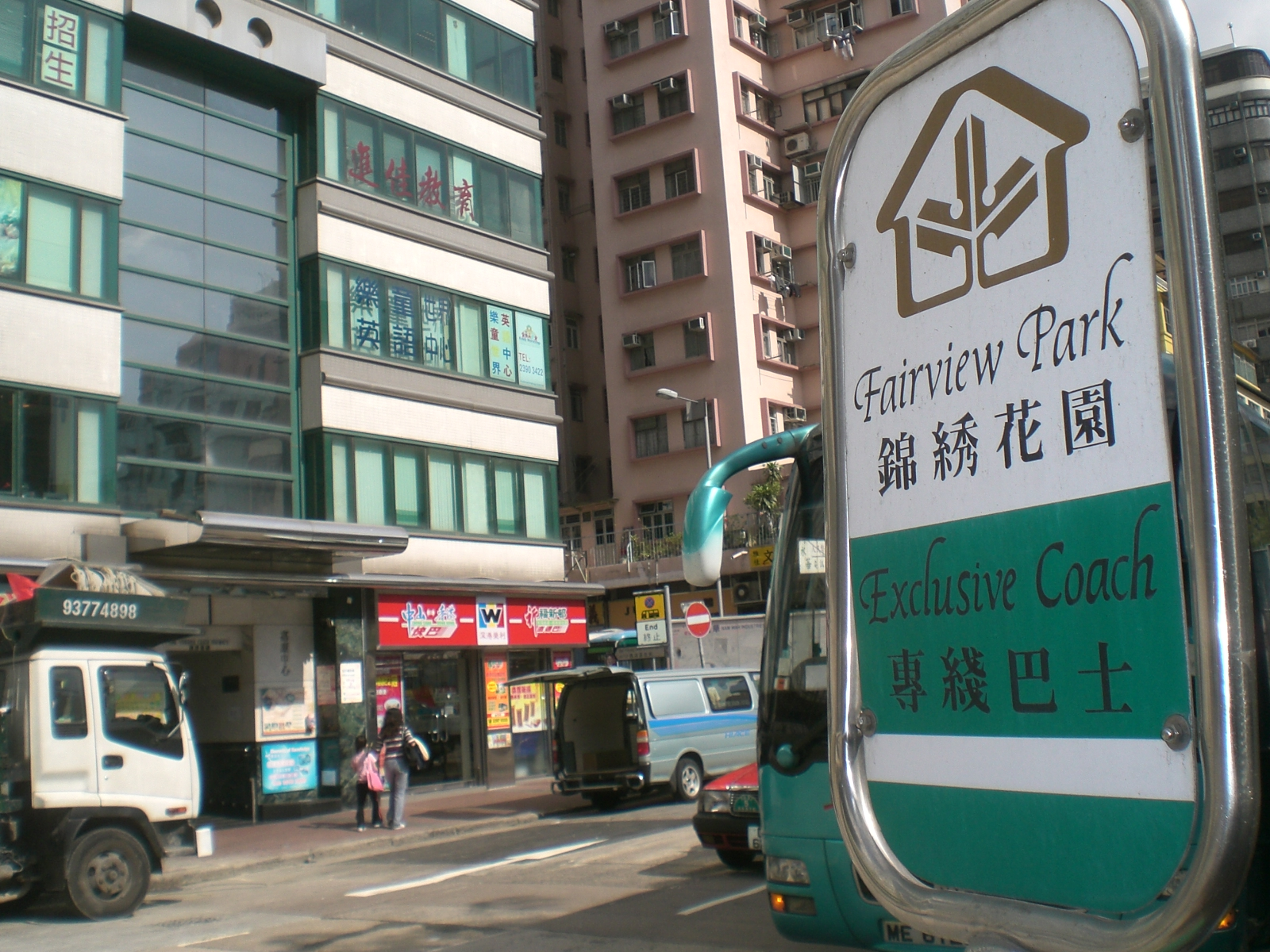
錦綉花園的穿梭巴士站
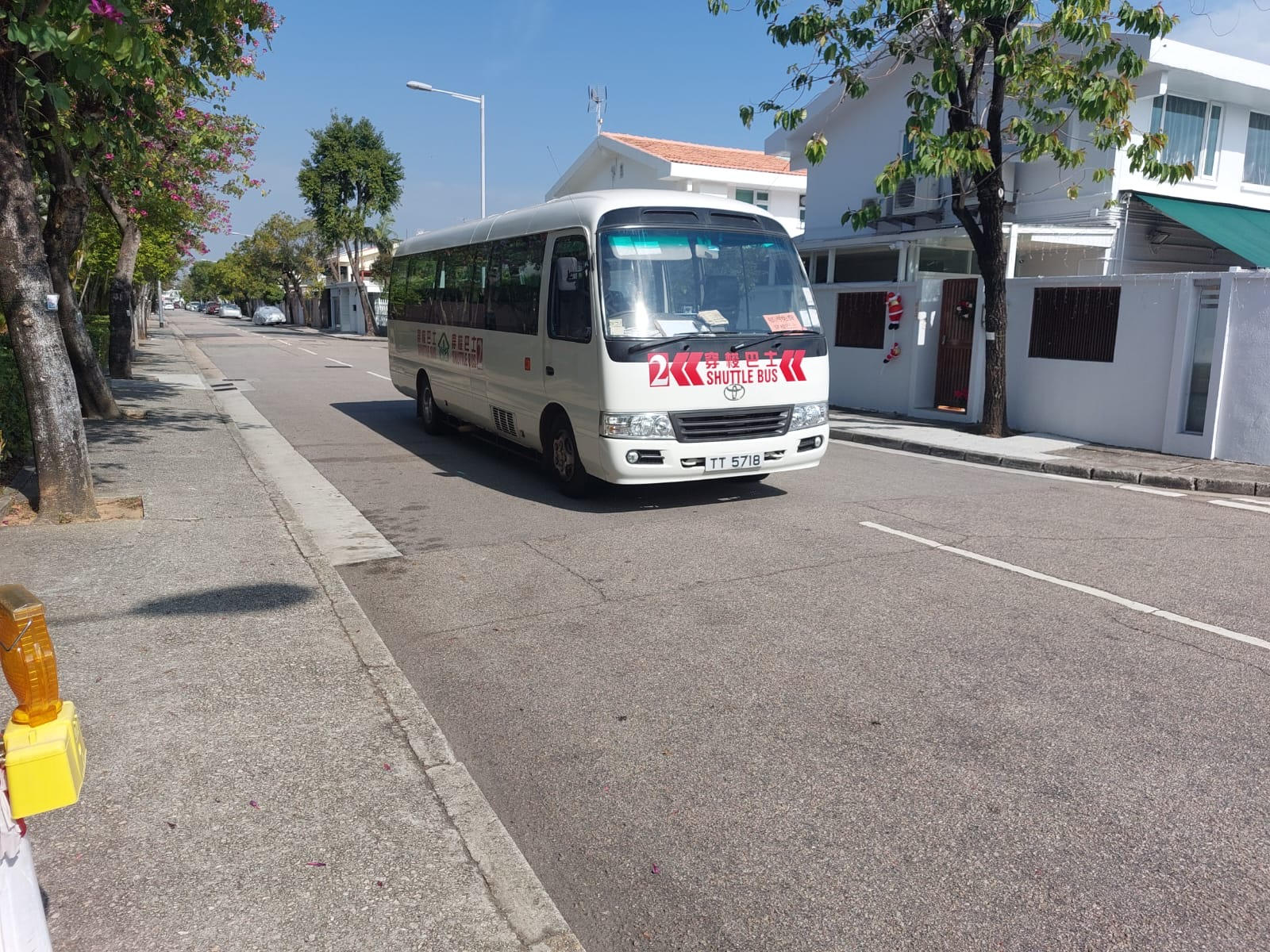
錦綉花園免費居民巴士服務
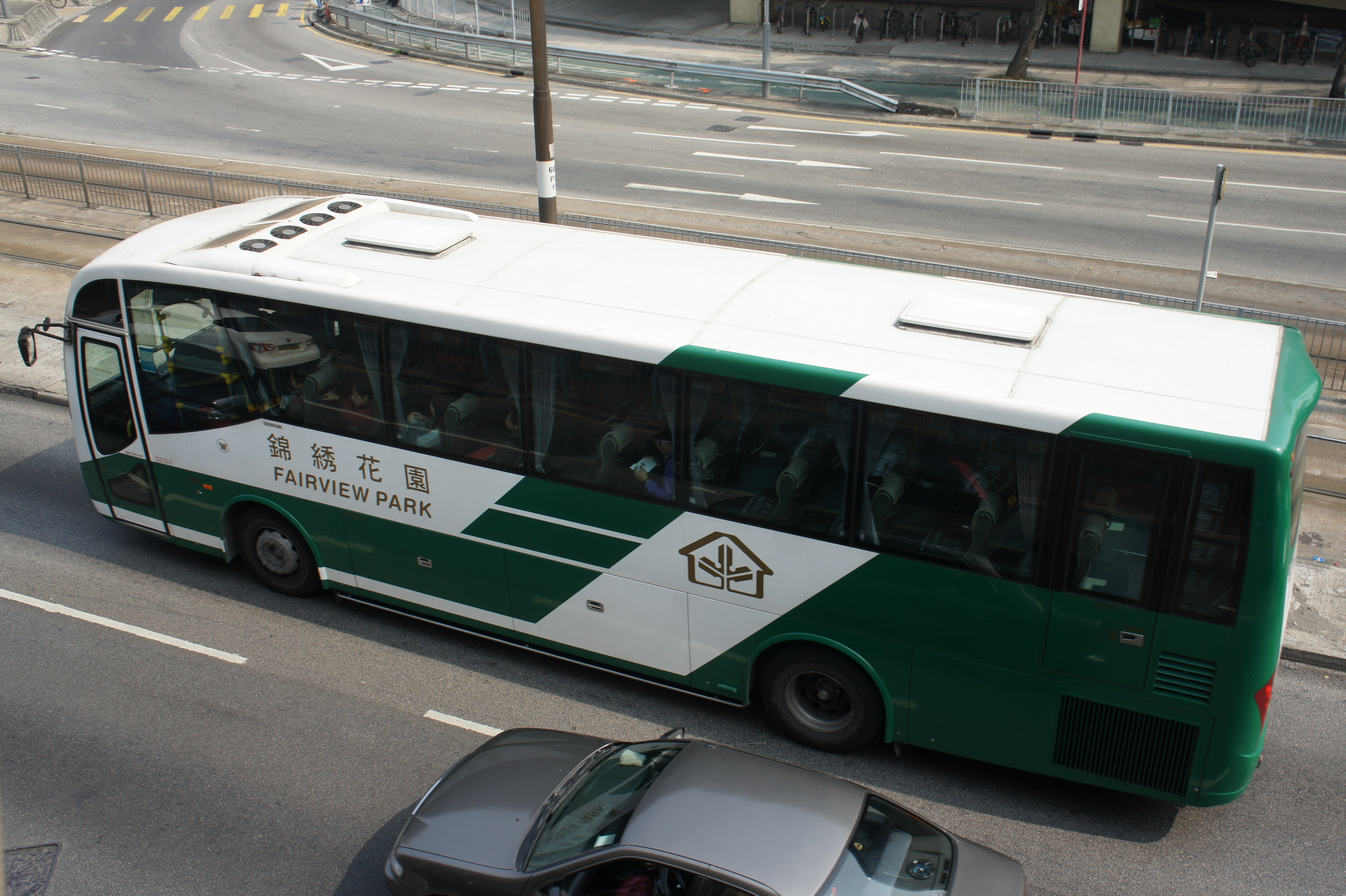
錦綉花園收費居民巴士服務
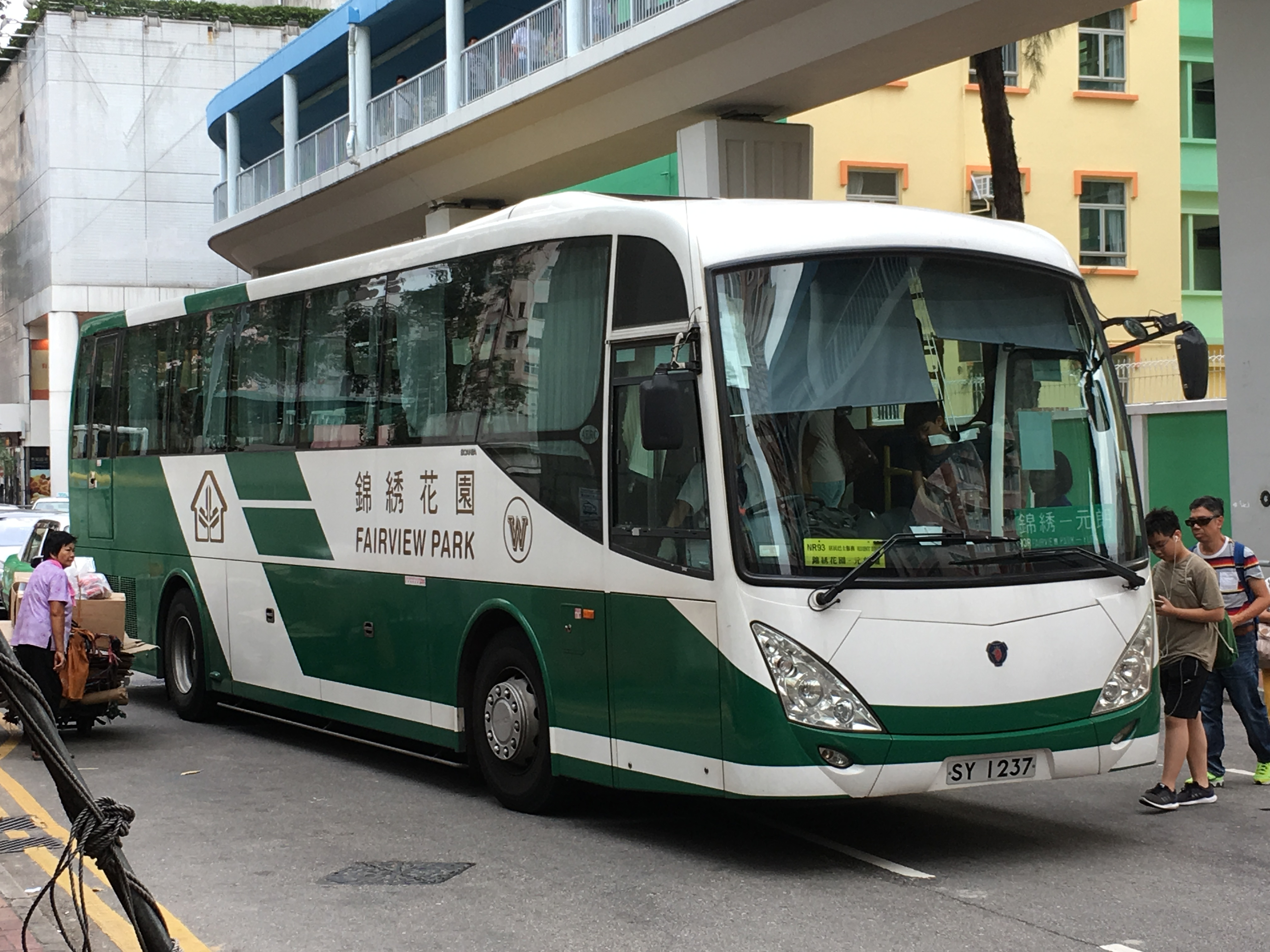
錦綉花園收費居民巴士服務
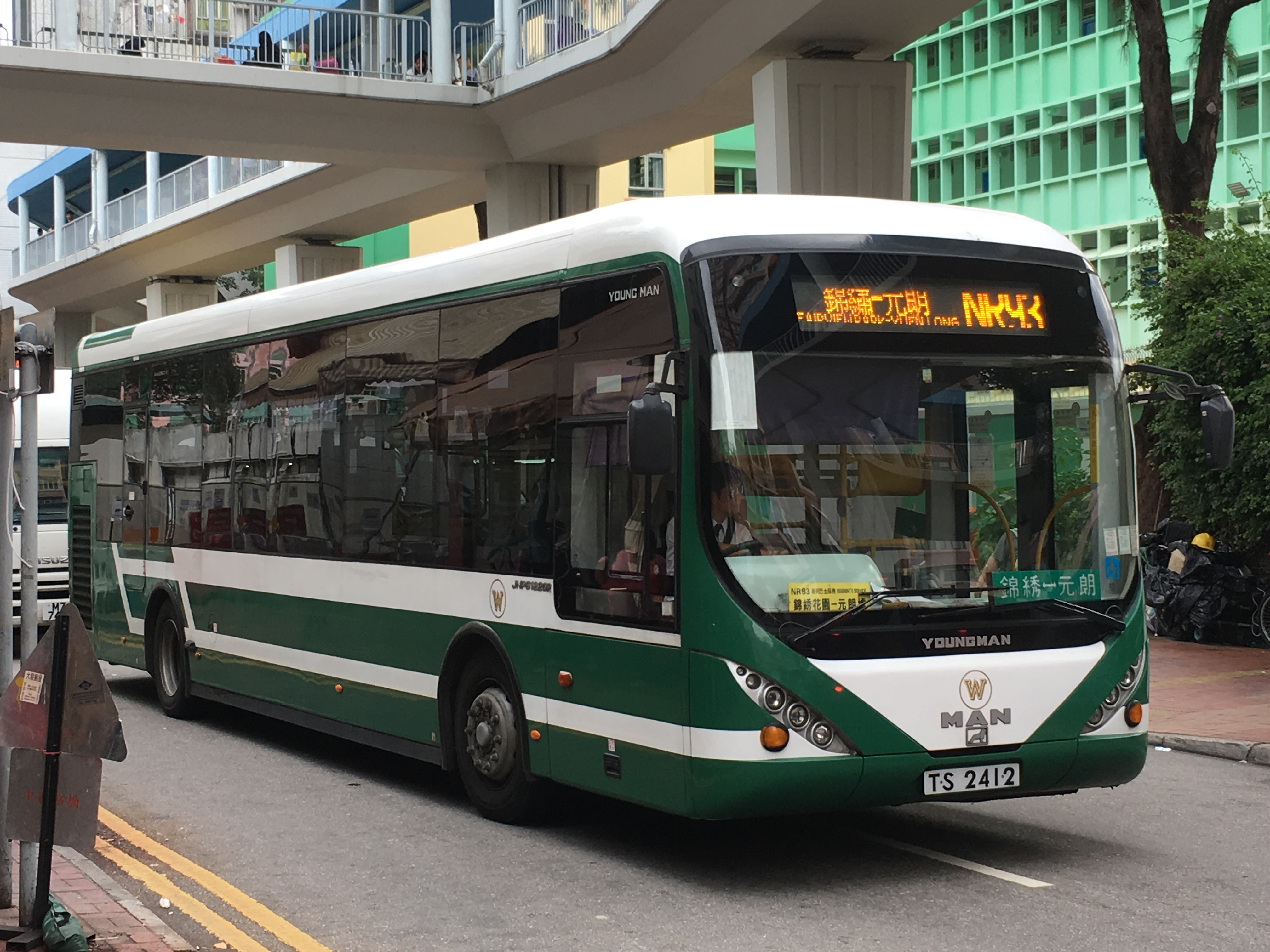
錦綉花園收費居民巴士服務（低地台巴士）
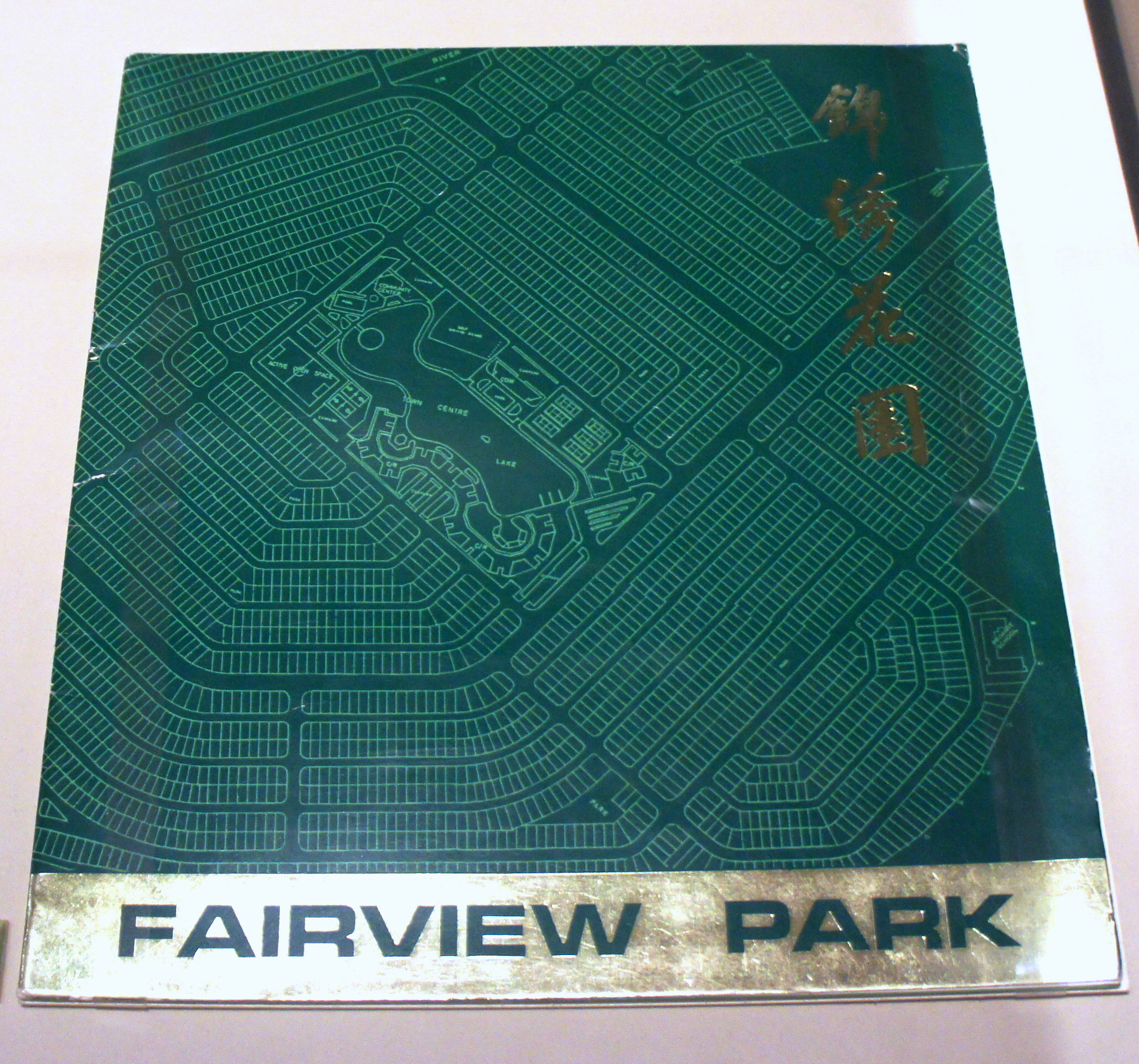
錦綉花園的售樓說明書（香港歷史博物館藏品）

## 交通
錦綉花園設有多條居民巴士前往各區，除了錦綉花園居民外，一般民眾亦可搭乘：
另設村內免費穿梭巴士，約半小時一班。

## 名人住客
- 伍經衡：香港著名補習天王、遵理學校創辦人之一[12]
- 劉　江：香港著名男演員[13]
- 張國榮：已故香港著名男藝人[14]
- 梁靜雯：已故有線財經資訊台財經記者及主播[15]
- 劉嘉麟：已故香港名廚（有「少年廚神」之稱）[16]
- 程介南：前民建聯立法會議員[17]
- 吳耀明：海天堂龜苓膏創辦人和代言人（已搬遷）[18]
- 蔡少芬：香港著名女演員[19]
- 張　晉：著名男演員[19]
- 黃芳雯：有線電視娛樂台主播[20]
- 李思雅：香港女藝人（已搬遷）[21]
- 毛舜筠：香港著名女演員[22]
- 黎美嫻：香港女演員[23]
- 林錦堂：已故粵劇名伶[24]
- 王書麒：香港著名男藝人[25]
- 許秋怡：香港著名女藝人[23]
- 伍衛國：香港著名男演員
- 王見秋：前香港高等法院法官及前香港平等機會委員會主席
- 謝　寧：香港女演員、商人[23]
- 楊　羚：香港女演員[23]
- 邱穟恆：加拿大男藝人、郵輪娛樂總監（已搬遷）
- 梁家永：香港電台唱片騎師[26]

## 爭議
- 2007年1月31日，一名12歲男童騎單車上學時，在元朗錦綉花園大道遭一輛重型工程車輾斃。錦綉花園居民指責政府逾億元興建，並已建成多年的錦壆路遲遲不通車，導致這條私家路變成一條流量巨大的交通幹線。
- 2007年2月2日，錦綉花園居民列席元朗區議會的特別會議，運輸署在會上宣布於2月5日開放錦壆路，但仍容許逾7米長重型車輛駛入錦綉大道。錦綉花園居民對此非常不滿，高舉橫額抗議。部分區議員亦離場以示抗議。錦綉花園居民決定2月3日召開居民大會商討對策，不排除會以躺馬路阻車駛入的激烈行動表達不滿。[27] 錦綉花園居民表示如果運輸署決定禁止重型車輛駛入錦綉大道，他們會立即撤銷訴訟。運輸署指事件涉及一宗法庭官司，要在法庭裁決後才能決定怎樣做。運輸署被指是因為害怕某些團體反對而遲遲未能下決定。運輸署助理署長羅鳳萍在香港電台千禧年代節目中對主持詢問哪一個團體反對時，顯得支吾以對和模棱兩可，答案極不清澈。節目主持人周融直斥運輸署「戇鳩」。[28]

### 衝突
- 2007年2月5日，運輸署上午10:00開放錦壆路。根據有線電視記者鄭映雪和陳意映在12:00新聞報導表示，100名錦綉花園居民在錦綉大道單車意外現場舉起標語抗議。錦綉花園物業管理公司職員擺放鐵馬，封閉該條私家路的部份路面，阻止重型車輛轉彎。100名新田大生圍村民不滿，與錦綉花園居民對罵。新田鄉事委員會副主席馮根祥表示，他們依靠出入的無名小路，是他們唯一進出的主要道路。錦綉花園居民梁小姐表示，禁止重型車輛使用錦綉大道後，絲毫也不會影響大生圍村民普通私家車輛出入的。她表示，「我們以前用和平手法來爭取，但現在人善被人欺，政府是不理我們的。」[29] 附近的貨櫃場公司負責人反對封路，指錦壆路連接貨櫃場的道路太窄，重型車輛無法使用，因此有需要使用錦綉大道，與管理公司職員一度發生衝突。[30][30]錦綉花園物業管理公司總經理林覺暉和千禧年代節目主持人周融質疑有什麽地方勢力可迫使香港政府不開放興建多年的錦壆路。運輸署助理署長羅鳳萍亦再次無法合理地解釋延遲開放錦壆路的原因。[31]
- 2007年2月7日，錦綉花園居民登報章廣告（明報A17版），質疑元朗地政署沒有盡本份取締非法貨櫃場，並要求地政總署再不要害怕，盡力執法。[32]

## 鄰近住宅
- 加州花園[33]
- 加州豪園 [34]
- 碧豪苑 [35]
- 海錦花園 [36]
- 海錦豪園 [37]

## 外部連結
- 錦綉花園官方網站（页面存档备份，存于）（繁體中文）
- 錦綉花園地圖（页面存档备份，存于）（繁體中文）
- 2005年7月24日香港政府解釋不始用錦壆路的理由（页面存档备份，存于）（繁體中文）
- 2007年1月31日一名12歲錦綉花園男童踏車返學，被重型貨車撞死。（繁體中文）
- (10/10/2016)錦繡花園三句鐘兩獨立屋遇竊-戶損失160萬首飾手表（页面存档备份，存于）（繁體中文）
- (9/6/2020)男子企圖爆竊元朗錦綉花園獨立屋被捕-檢爆竊工具-毒品（繁體中文）
- 香港巴士大典上的相关条目：錦綉花園